# جلاد (فیلم ۲۰۱۵)
جلاد یا مأمور اعدام (به انگلیسی: Hangman) فیلمی محصول سال ۲۰۱۵ و به کارگردانی آدام میسون است. در این فیلم بازیگرانی همچون جرمی سیستو، کیت اشفیلد، رایان سیمپکینز، تای سیمپکینز و ایمی اسمارت ایفای نقش کرده‌اند.